# Thomasomys praetor
Thomasomys praetor és una espècie de mamífer rosegador de la família dels cricètids. És endèmic del nord-oest del Perú. Es tracta d'un animal nocturn i, possiblement, arborícola. Els seus hàbitats naturals són els boscos montans i els páramos amb matolls. Algunes poblacions estan amenaçades per la desforestació, la fragmentació del seu medi i l'expansió de l'agricultura.